# Panika na Chodynce

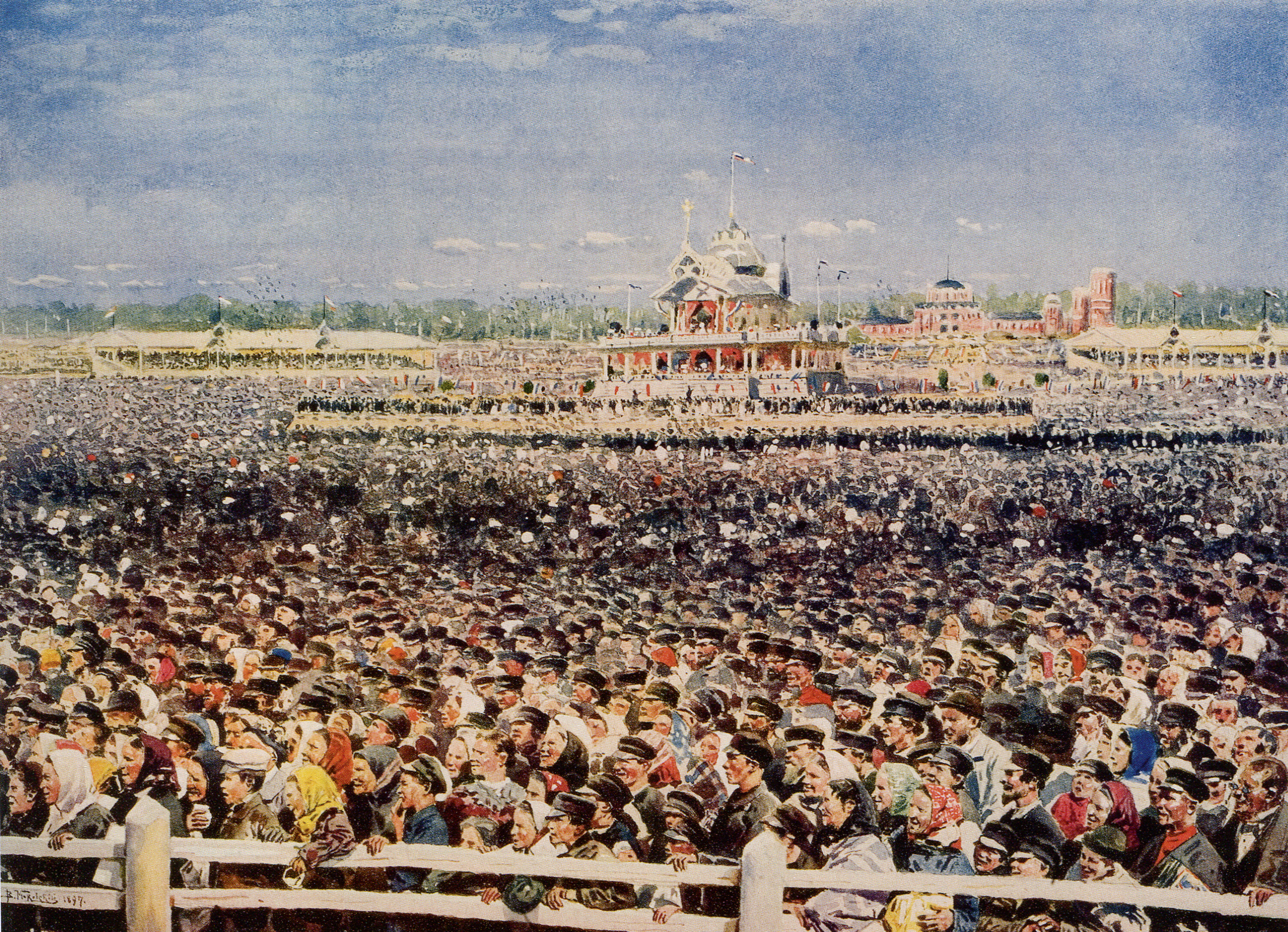
Tłum na Chodynce na akwareli Władimira Makowskiego

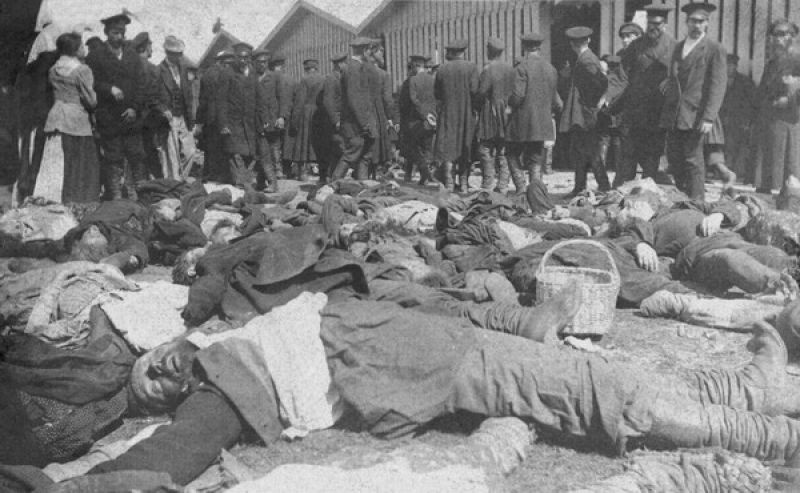
Ofiary paniki

Panika na Chodynce, panika na Chodyńskim Polu (ros. Ходынская катастрофа, Трагедия на Ходынском поле) – wydarzenia, które miały miejsce w Moskwie 18 maja?/30 maja 1896 roku, w związku z uroczystościami koronacyjnymi cesarza Mikołaja II i cesarzowej Aleksandry Fiodorownej.
Na Chodynce, polu ćwiczeń moskiewskiego garnizonu Cesarskiej Armii Rosyjskiej, miał odbyć się wielki festyn ludowy. Zebrało się tam około pół miliona poddanych, którym obiecano podarki żywnościowe. Pole było pełne wybojów i zakończone z jednej strony rowem, w dodatku prowadzono tam jeszcze różne roboty ziemne. Tłum czekał całą noc. Rankiem ruszył na stragany, z których wydawano podarki. Na skutek paniki stratowanych zostało w sumie 2690 osób, z czego 1389 zmarło. Nie skłoniło to jednak cesarza do przerwania uroczystości koronacyjnych i uczestnictwa w balu wydanym tego samego dnia przez ambasadora Francji Gustave’a Lannesa de Montebellę. 
Odpowiedzialność za złą organizację uroczystości i wynikłą z niej katastrofę ponosił stryj cesarza, książę Sergiusz Romanow, który pomimo tego pozostał bliskim i w pełni zaufanym współpracownikiem Mikołaja II. Do paniki na Chodynce nawiązywali Maksim Gorki w realistycznej powieści Klim Samgin oraz Boris Akunin w powieści Koronacja – ósmej części serii o Eraście Fandorinie. Brak adekwatnej odpowiedzi cesarza na tę tragedię pogłębił rosnącą od dłuższego czasu przepaść pomiędzy cesarskim dworem a rosyjską opinią publiczną.